# Atherigona alaotrana
Atherigona alaotrana este o specie de muște din genul Atherigona, familia Muscidae, descrisă de Dike în anul 1987.
Este endemică în Madagascar. Conform Catalogue of Life specia Atherigona alaotrana nu are subspecii cunoscute.